# Борго Пјаве (Латина)
Борго Пјаве (итал. Borgo Piave) је насеље у Италији у округу Латина, региону Лацио.
Према процени из 2011. у насељу је живело 879 становника. Насеље се налази на надморској висини од 24 м.